# Obratno v igrata
Obratno v igrata è un singolo della cantante bulgara Preslava, pubblicato il 16 febbraio 2018.